# Український вісник (1816—1819)
«Український вісник» (рос. дореф. Украинскій вѣстникъ) — перший в Україні (Російська імперія) літературно-мистецький, науковий і громадсько-політичний місячник, виходив у 1816–1819 роках за ініціативи Івана Срезневського при Харківському університеті, переважно російською мовою, за редакцією Євграфа Філомафітського, Розумника Гонорського, Гаврила Успенського та Григорія Квітки-Основ'яненка, при активній співпраці Петра Гулака-Артемовського; наклад 350 — 500 примірників.
Ініціаторами створення, авторами, редакторами, видавцями перших в Україні періодичних видань «Украинскій вѣстникъ» та «Український журнал» були викладачі Харківського університету.
В «Українському віснику», попри перекладні матеріали переважно з науки й мистецтва і статті на загальнокультурні, релігійні й філософські теми, вміщено статті з історії України (М. Маркова, М. Грибовського), етнографії (О. Льовшина), економіки (В. Каразіна), педагогіки й літератури (Р. Гонорського), літературної й театральної критики (Є. Філомафітського).
Друкувалися твори відомих просвітників і вчених — О. І. Полицина, П. М. Любавського.
Кілька віршів опублікувала в журналі поетеса і письменниця-мемуаристка Людмила Іванівна Рікорд — дружина мореплавця Петра Івановича Рікорда (1776–1855).
В «Українському віснику» вперше з'явилися українською мовою твори Петра Гулака-Артемовського «Пан та собака» та інші його байки й статті. Цінні статті про життя і діяльність Г. Сковороди і спогади І. Вернета та Ґ. Гесс-де-Кальве; поезії місцевих поетів у дусі романтизму; гуморески («Письма кь издателямъ») Г. Квітки-Основ'яненка (псевдонім Фалалей Повинухин) і його статті про Харків.
Серед публікацій журналу такі твори — «Гетьман Хмельницький» Ц. Маркова, «О Малой России» — історичний огляд Г. Квітки-Основ'яненка, «Исторические замечания о Малороссии…» М. Грибовського та інші. Серед жанрів — критичні огляди, «листи до видавців», хронікальні матеріали, літературні твори.
Одним із провідних елементів концепції журналу було розширення інформації про рідний край, ознайомлення читачів з історією України, формування почуття любові до неї.
На вимогу Міністерства Освіти місцева влада припинила появу «Українського вісника».